# Lupinjak
Lupinjak falu Horvátországban Krapina-Zagorje megyében. Közigazgatásilag Hum na Sutlihoz tartozik.

## Fekvése
Krapinától 12 km-re északnyugatra, községközpontjától 4 km-re keletre a szlovén határ mellett fekszik.

## Története
A 19. századtól a zágrábi bányakapitánysághoz tartozó barnaszénbánya működött itt.
A településnek 1857-ben 254, 1910-ben 409 lakosa volt. Trianonig Varasd vármegye Pregradai járásához tartozott. 2001-ben 376 lakosa volt.

## Külső hivatkozások
Hum na Sutli község hivatalos oldala